# 大崎義宣
大崎 義宣（おおさき よしのぶ）は、戦国時代の武士。陸奥国の戦国大名・伊達稙宗の次男で、大崎義直（または大崎高兼）の養嗣子。幼名は小僧丸。

## 生涯

### 大崎内乱と小僧丸の入嗣
大崎氏は奥州探題として陸奥国・出羽国の武士をまとめてきた家柄だが、戦国時代に入って広域の軍事・行政権限を行使できなくなり、現在の宮城県北西部の河内地方、大崎5郡に割拠する一大名になっていた。陸奥国では伊達氏が力を伸ばし、奥羽の中で随一の実力をもって周辺諸氏を服属させつつあった。
天文3年（1534年）、その領国で内紛が起こり、大崎義直は天文5年（1536年）に伊達稙宗の力を借りて反乱を鎮圧した。そして稙宗は、わが子の小僧丸を義直の養嗣子として送り込んだ。稙宗の説明によれば、川内一党、すなわち大崎家家臣団の頻りの懇望によるという。このとき稙宗の嫡子伊達晴宗は、父の意に反して古河（古川）に警護の兵を置き、後の天文の乱に連なる不協和が生まれていた。
仙台藩が編纂した『伊達正統世次考』巻8下は、稙宗から黒川郡の黒川景氏の家臣福田広重らにあてた10月7日付の書状の要約を載せる。入嗣に直接触れる確実な史料はこれだけだが、書状には年が書かれていない。『伊達正統世次考』は、小僧丸の入嗣を反乱鎮圧の後とする。これに従い、入嗣を内乱収束後の天文6年（1537年）頃にと推測する学者がいる。
しかしやはり江戸時代に書かれた「旧川状」（古川状）という記録は、義直は、稙宗の二男を跡継ぎにしていた縁で、天文5年（1536年）2月に伊達氏の援兵を引き出したと記す。内乱後の入嗣ではない。「旧川状」を根拠に、天文2年（1533年）頃に入嗣し、それに対する家中の反発が内乱を引き起こしたと考える学者もいる。前の説に従うと小僧丸の入嗣は本人が数えで12歳、兄の晴宗が19歳のとき。後の説では本人が8歳、晴宗が15歳のときである。晴宗は23歳で父に反旗を翻すこととなるが、古川で独自行動を起こした年齢をどう考えるかが問題となる。

### 大崎再乱
小僧丸が大崎の跡継ぎになったのは伊達氏の軍事力を背景にしたもので、家中には反発が渦巻いていたようである。
大崎氏の内乱は、天文10年（1541年）頃に再発した。このとき伊達稙宗は再び大軍を率いて介入した。従軍した伊達晴宗が戦地で出した書状に「勿論小僧丸我等の一大事」なる文言がある。

### 天文の乱
天文11年（1542年）6月、稙宗・晴宗父子が争う天文の乱が始ると、義宣は実父の稙宗にくみしたが、義父の義直は晴宗側に立った。天文12年（1543年）5月までに宮城郡南部の国分領に入り、国分の宿敵である留守氏と対抗した。6月16日に義宣は、名取郡高館の福田玄蕃と留守氏に属する村岡蔵助に、稙宗に味方したことを認め励ます書状を送った。留守氏の家臣の切り崩しにかかったということである。7月12日には稙宗が、義宣が軍事行動を起こしたことを名取郡の秋保則盛に伝え、刈田郡と柴田郡の計略を相談するよう指示する書状を送った。稙宗は13日には柿沼広永にも同趣旨の書を送った。8月10日に稙宗は山岸宗成と山岸勝定にも同趣旨の書状を送り、戦闘状態が続いていたことが知られる。そして9月12日には支倉忠常の本拠である柴田郡長谷倉におり、少なくとも翌年1月までその地に在陣した。大崎領から南に離れた伊達勢力圏の北東部で、稙宗党をまとめるべく活動したようである。
義宣は大崎領内では東端にあたる不動堂を拠点とし、天文13年（1544年）に攻め寄せてきた大崎義直の軍と対陣した。不動堂には天文16年・17年（1547年・1548年）にも義直軍が寄せてきた。結局、大崎領の中で義宣はほとんど足場を築けなかったようである

### 暗殺
乱後、稙宗が隠居して晴宗が伊達氏を継ぐと、義宣は居所がなくなった。『伊達正統世次考』によれば、自分と同様伊達氏から葛西氏の継嗣に入った実弟の葛西晴清を頼って逃げる途中、葛西領内の桃生郡辻堂で義直の討手にかかって殺されたという。『会津四家合考』は病死とするが、一般には暗殺説が採られている。

## 大崎継嗣と当主
江戸時代に仙台藩が編纂した史書『伊達正統世次考』と同じく系図『伊達族譜』では、義宣を第12代の大崎氏の当主とし、20世紀まで歴史学者もこれを踏襲していた。
しかし『伊達正統世次考』にも事実としては義宣がひとたび跡継ぎになってから追い出されたことが綴られる。義宣を大崎氏歴代のうちに数えるのは、伊達氏を重んじる立場からの修飾と言えよう。

## 年譜
- 大永6年（1526年） - 1歳。伊達稙宗の子として生まれる。
- 天文3年（1534年） - 9歳。大崎領内で内乱勃発。
- 天文5年（1536年） - 11歳。伊達稙宗が介入して大崎の内乱を鎮圧。
- 天文6年（1537年）頃? - 12歳?。大崎義直の継嗣となる。
- 天文11年（1542年） - 17歳。天文の乱勃発。
- 天文12年（1543年）6月16日 - 18歳。福田玄蕃と村岡蔵助に書状を送る。
  - 7月12日 - 伊達稙宗が秋保則盛に小僧殿（義宣）への協力依頼の書状を送る。
  - 7月13日 - 伊達稙宗が柿沼広永に小僧殿（義宣）への協力依頼の書状を送る。
  - 9月12日 - 伊達稙宗が長谷倉新右衛門尉に書状。このとき小僧殿（義宣）は柴田郡長谷倉に在陣。
- 天文13年（1544年）
  - 1月26日 - 伊達稙宗が長谷倉新右衛門尉に書状。このとき小僧殿（義宣）は昨冬から柴田郡長谷倉に在陣。
  - 7月29日 - 19歳。大崎義直が不動堂に拠る義宣を攻撃。
- 天文16年（1547年） - 22歳。大崎義直が不動堂に拠る義宣と対陣。翌年も。
- 天文17年（1548年） - 23歳。天文の乱が終わる。
- 天文19年（1550年） - 25歳。桃生郡辻堂で殺された。

## 注記
1. ↑  阿部ほか編『戦国人名事典』では、大崎高兼の娘（梅香姫）を娶ったとする。
2. ↑  伊藤信「大崎氏の歴代について」137頁。
3. ↑  「旧川状」9裏、『古川市史』第7巻、資料番号286、127頁。
4. ↑  佐々木慶市『奥州探題大崎十二代史』。
5. ↑  「伊達稙宗書状」、『古川市史』第7巻、資料番号301、138頁。
6. ↑  「伊達晴宗書状」、『古川市史』第7巻、資料番号302、139頁。
7. ↑  『伊達正統世次考』巻9上、天文12年5月2日条、大原飛騨守あて伊達晴宗書状趣意。作並清亮版『伊達正統世次考』第3分冊5頁。『古川市史』第7巻、資料番号308、140頁に収録。
8. ↑  「大崎義宣起請文」（「伊達家文書」164号）、『古川市史』第7巻、資料番号309、140頁。『伊達正統世次考』巻9下、天文12年5月10日条、作並清亮版『伊達正統世次考』第3分冊8頁。
9. ↑  『古川市史』第1巻460頁。
10. ↑  『伊達正統世次考』巻9の上、天文12年7月12日条。作並清亮版『伊達正統世次考』第3分冊8頁。
11. ↑  『伊達正統世次考』巻9上、天文12年5月13日条。作並清亮版『伊達正統世次考』第3分冊8頁。『古川市史』第7巻、資料番号319、140-141頁。
12. ↑  『伊達正統世次考』巻9上、天文12年8月10日条。作並清亮版『伊達正統世次考』第3分冊8頁。『古川市史』第7巻、資料番号312、141頁。
13. ↑  『伊達正統世次考』巻9上、天文12年9月12日条。作並清亮版『伊達正統世次考』第3分冊9-10頁。古川市史』第7巻、資料番号313、142頁。
14. ↑  『伊達正統世次考』巻9上、天文13年正月26日条。作並清亮版『伊達正統世次考』第3分冊12頁。『古川市史』第7巻、資料番号315、142頁。
15. ↑  伊藤信「大崎氏の歴代について」138頁。
16. ↑  『伊達正統世次考』巻9上の末尾、稙宗の子の略伝。作並清亮版『伊達正統世次考』第3分冊42頁。「奥州探題斯波大崎氏の世系について」33頁。
17. ↑  「奥州探題斯波大崎氏の世系について」33頁。
18. ↑  『戦国人名事典』。
19. ↑  伊藤信「大崎氏の歴代について」138頁。佐々木慶市『奥州探題大崎十二代史』135頁。